# Inter Fútbol Sala
Inter Fútbol Sala nebo také Inter Movistar je španělský futsalový klub. Domácí zápasy hraje v hale Pabellón Jorge Garbajosa ve městě Torrejón de Ardoz nedaleko Madridu. Založil ho v roce 1977 sportovní novinář José María García pod názvem Hora XXV jako tým bývalých fotbalových hvězd hrajících dobročinné exhibiční zápasy. Od roku 1979 byl hlavním sponzorem časopis Interviú, od roku 2008 klub patří telekomunikační společnosti Movistar. V roce 1989 byl zakládajícím členem nejvyšší španělské futsalové soutěže Primera División de Futsal, kterou vyhrál dvanáctkrát (1989-1990, 1990-1991, 1995-1996, 2001-2002, 2002-2003, 2003-2004, 2004-2005, 2007-2008, 2013-2014, 2014-2015, 2015-2016 a 2016-2017). Je nejúspěšnějším účastníkem Ligy mistrů ve futsalu, kterou čtyřikrát vyhrál (2004, 2006, 2009 a 2017) a třikrát byl poraženým finalistou (2007, 2010 a 2016), také je pětinásobným vítězem Interkontinentálního poháru ve futsalu (2005, 2006, 2007, 2008 a 2011). Klub hraje v zelených dresech a má přezdívku La Máquina Verde (Zelená mašina).